# ديزني إنترأكتيف ستوديوز
ديزني إنتراكتيف ستوديوز (بالإنجليزية: Disney Interactive)‏ هي شركة عالمية أمريكية ونصف بريطانية لألعاب الفيديو. تابعة لشركة ديزني. تقوم بتطوير وتوزيع ألعاب الفيديو ومنتجات الترفيه التفاعلي على عدة منصات. هي شركة فرعية لديزني إنترأكتيف التابعة لشركة والت ديزني.

## الألعاب
- الجميلة والوحش
- كارز 2
- فروج القلة
- شيب آن ديل ريسكو رينجرز
- شيب آن ديل ريسكو رينجرز 2
- ديزني إنفنتي
- أميرات ديزني
- ديزني سينغ إيت
- علاء الدين
- داك تايلز
- داك تايلز 2
- داك تايلز: ريمستاريد
- إيبك ميكي
- إيبك ميكي 2: ذا باور أوف تو
- كيك باتاوسكي: المغامر
- المملكة هارتس II
- في نهاية العالم
- صوني ويذ أه تشانس
- ذا سويت لايف أوف زاك أند كودي
- حكاية لعبة
- وول-ي

## استوديوهاتها

### حالية
- أفالنش سوفتوير

### سابقة
- جيم ستار
- جنكشن بوينت ستوديوز
- وايلدلود جيمز
- تابولوس
- بلادوم

## وصلات خارجية
- الموقع الرسمي